# Хагандер, Стен
Стен Хагандер (швед. Sten Hagander; 22 ноября 1891, Нючёпинг — 22 апреля 1981, Кальмар) — шведский легкоатлет, выступавший в прыжках в высоту, тройном прыжке и метании копья. Участник летних Олимпийских игр 1912 года.

## Биография
Стен Хагандер родился 22 ноября 1891 года в шведском городе Нючёпинг.
Выступал в легкоатлетических соревнованиях за АИК из Сольны. Четыре раза становился чемпионом Швеции: в 1910 году в прыжках в высоту, тройном прыжке и метании копья двумя руками, в 1911 году — только в тройном прыжке. Кроме того, в 1911 году завоевал бронзу в прыжках в высоту и метании копья двумя руками.
В 1912 году вошёл в состав сборной Швеции на летних Олимпийских играх в Стокгольме. В метании копья двумя руками занял 11-е место, показав результат 86,80 метра и уступив 22,62 метра завоевавшему золото Юлиусу Сааристо из Финляндии. Также был заявлен в тройном прыжке, но не вышел на старт.
Умер 22 апреля 1981 года в шведском городе Кальмар.